# Sexmo de Cobertelada
El Sexmo de Cobertelada fue una división administrativa medieval española que comprendía una parte del término rural dependiente de la Comunidad de villa y tierra de Almazán.
Los sexmos fueron una división administrativa circunstancial que, en un principio, equivalían a la sexta parte de un territorio determinado, aunque posteriormente el número de sexmos podía aumentar o disminuir como ocurre en la Tierra de Almazán, dividida en dos sexmos: Cobertelada y La Sierra.

## Lugares que comprendía
| - Bordejé (Coscurita). - Coscurita. - Borjamiel (despoblado, Coscurita). - Torremediana (Frechilla de Almazán). - Villalba (Coscurita). - Taroda. - Ontalvilla (Adradas). | - Momblona. - Sauquillo del Campo (Adradas). - Borchicayada (Soliedra). - Adradas. - Centenera del Campo (Coscurita). - Covarrubias (Almazán). - Cobertelada (Almazán). | - Almantiga (Almazán). - Jodra de Cardos (Barahona). - Fuentegelmes (Villasayas). - Lodares del Monte (Almazán). - Fuentelcarro (Almazán). - Balluncar (Almazán). | - Frechilla de Almazán. - La Miñosa (Frechilla de Almazán). - Tejerizas (Frechilla de Almazán). - Santa María del Prado (Matamala de Almazán). - Ciadueña (Barca). - Matute de Almazán (Matamala de Almazán). |  |